# Негрілешть (комуна, Галац)
Негрілешть, Негрілешті (рум. Negrilești) — комуна у повіті Галац в Румунії. До складу комуни входять такі села (дані про населення за 2002 рік):
- Негрілешть (1617 осіб)
- Слобозія-Бленяса (1140 осіб)

Комуна розташована на відстані 200 км на північний схід від Бухареста, 72 км на північний захід від Галаца, 133 км на південь від Ясс, 148 км на схід від Брашова.

## Населення
У 2009 року у комуні проживали 2906 осіб.

## Зовнішні посилання
- Дані про комуну Негрілешть на сайті Ghidul Primăriilor [Архівовано 8 жовтня 2012 у Wayback Machine.]